# Santo Stefano (Venetië)

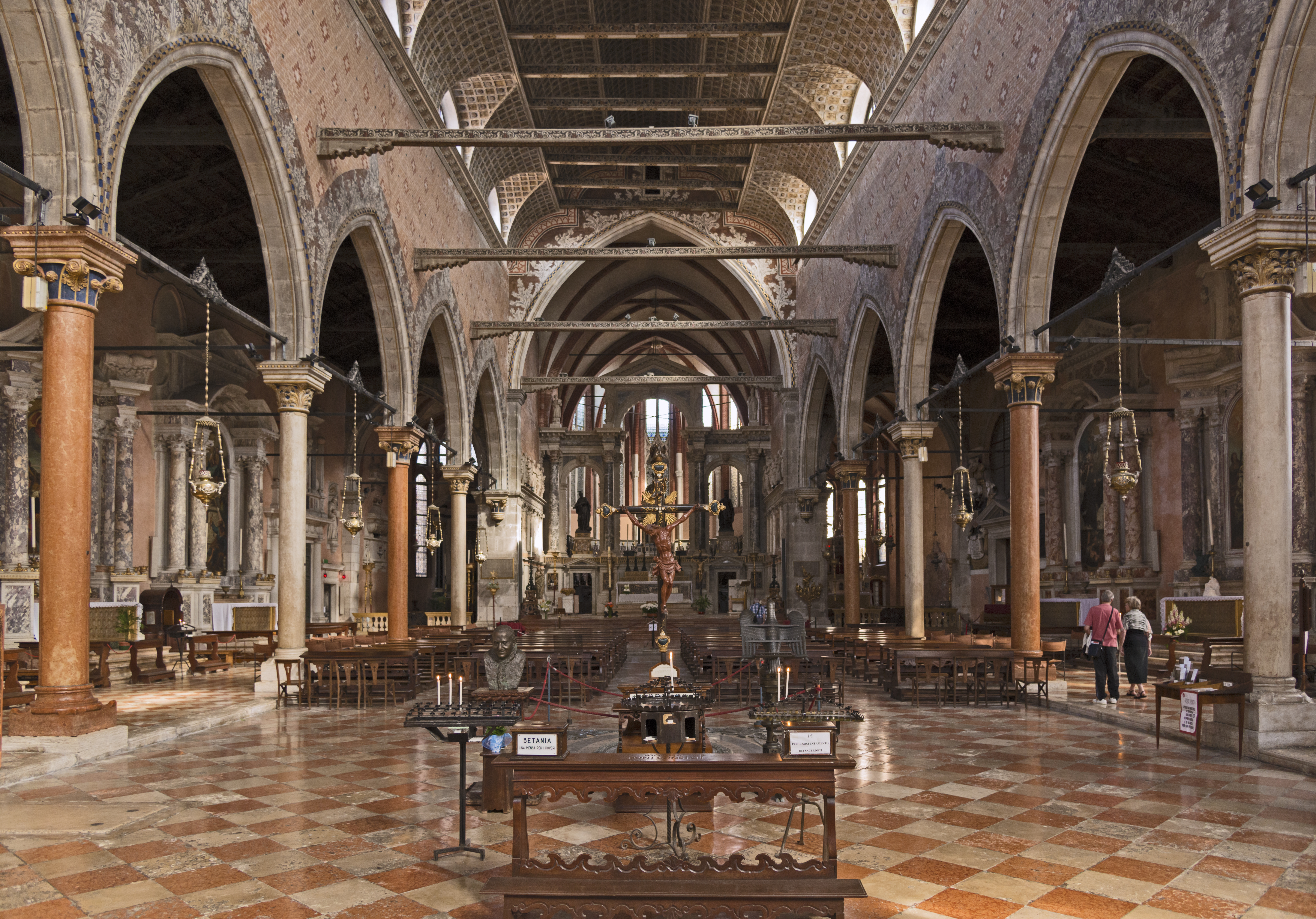
Het interieur

De Chiesa di Santo Stefano of kortweg Santo Stefano (vertaald: De kerk van Sint-Stefanus) is een kerk aan de noordzijde van het Campo Santo Stefano in Venetië. De kerk is gesticht in de 13e eeuw, herbouwd in de 14e eeuw en aangepast in de 15e eeuw, toen de gotische deuropening en een dak dat van binnen lijkt op windgevulde zeilen, toegevoegd werden. De binnenkant is ook gotisch en heeft drie apsissen.

## Kunstwerken
- Antonio Canova (Een stele ter gedachtenis aan Giovanni Falier in het baptisterium)
- Pietro Lombardo (tombe van Giacomo Surian)
- Tullio Lombardo (twee marmeren beelden in de sacristie)
- Tintoretto (Christus op de Olijfberg, Het Laatste Avondmaal en de Voetwassing door Christus, allemaal in de sacristie)
- Paolo Veneziano (geschilderd kruis in de sacristie)
- Bartolomeo Vivarini (Sint Laurentius en Sint Nicolaas in de sacristie).

## Monumenten
Hieronder staat een korte lijst van mensen waarvoor een monument is geplaatst in de Santo Stefano.
- Doge Andrea Contarini
- Giovanni Falier
- Doge Francesco Morosini
- Giacomo Surian
- Giovanni Gabrieli